# تيكس أورايلي
تيكس أورايلي (بالإسبانية: Edward S. O'Reilly)‏ هو عسكري وصحفي وكاتب مكسيكي، ولد في 15 أغسطس 1880 في دنيسون في الولايات المتحدة، وتوفي في 9 ديسمبر 1946.